# Nachal Alexander
Nachal Alexander (hebrejsky: נחל אלכסנדר, Nachal Aleksandr) je vodní tok o délce cca 45 kilometrů na Západním břehu Jordánu a v Izraeli. Pojmenován je podle starověkého židovského vládce Alexandra Jannaie.

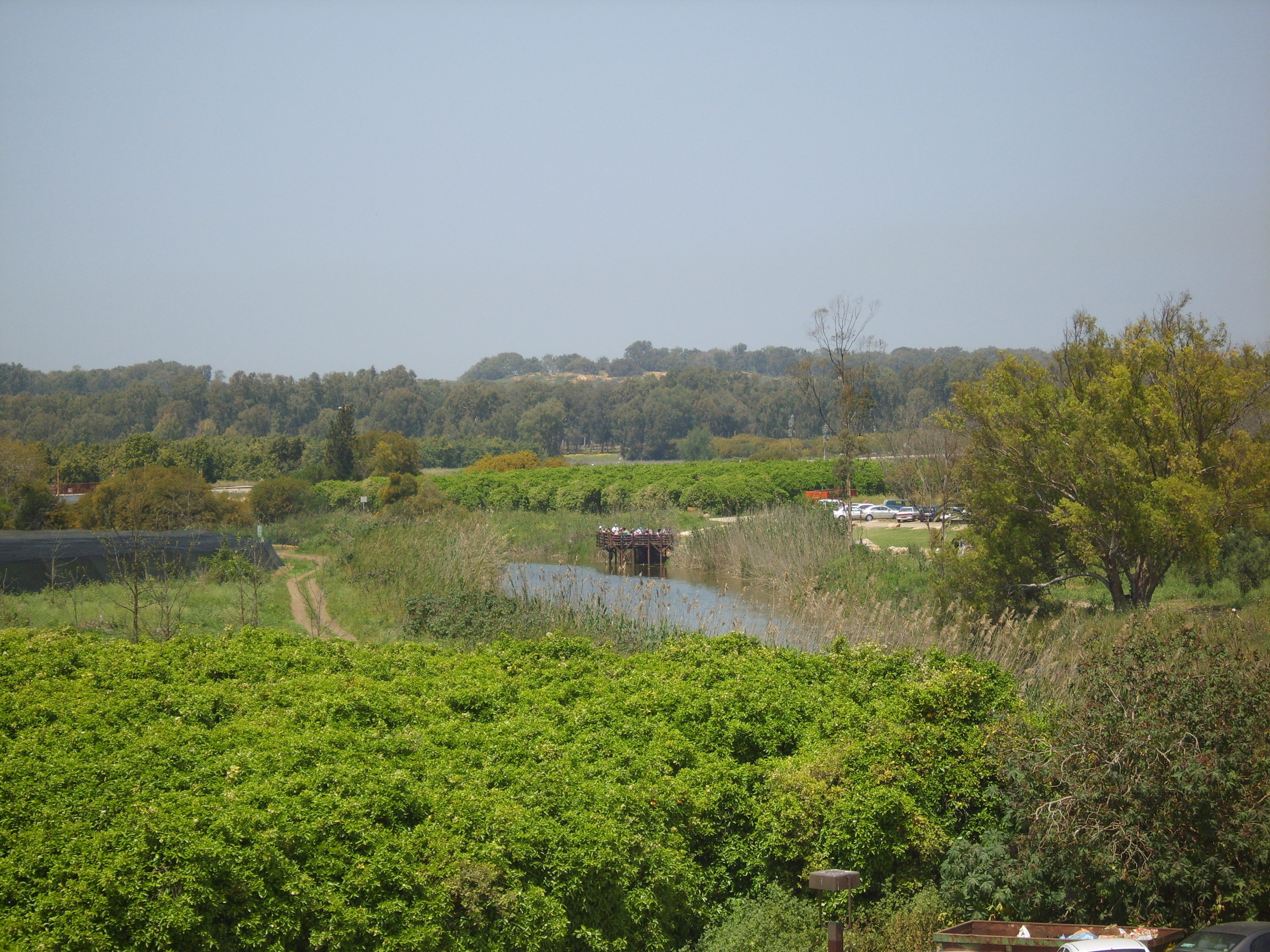
Vegetace podél dolního toku Nachal Alexander

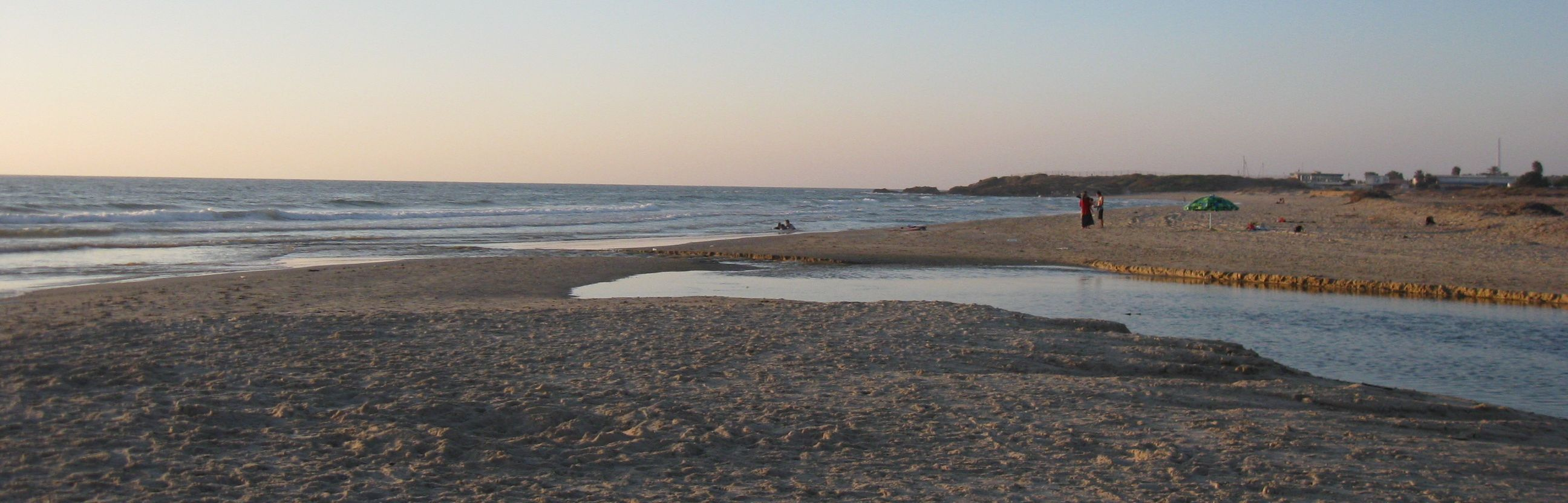
Ústí Nachal Alexander do Středozemního moře

Začíná v nadmořské výšce cca 300 metrů v prostoru poblíž vesnice Kafr Abuš v Samařsku na Západním břehu Jordánu, západně od města Nábulus. Pak směřuje k západu a klesá do zemědělsky využívané pobřežní planiny v Izraeli, do níž vstupuje mezi obcemi Cur Natan a Kochav Ja'ir. Pak se stáčí k severozápadu, ze západní strany míjí město Tajbe a pak protéká přímo skrz město Kalansuva a dál opět volnou zemědělsky obhospodařovanou krajinou. Zprava do ní ústí vádí Nachal Te'enim a Nachal Nablus. Poblíž vesnice Chogla přijímá zprava tok Nachal Omec a stáčí se k západu. Ústí do Středozemního moře v regionu Emek Chefer, mezi obcemi Michmoret a Bejt Janaj, severně od města Netanja.
Nachal Alexander má celoroční průtok, byť s výraznými rozdíly mezi letní a zimní sezónou. Například v roce 1992 zde v zimě došlo k záplavám. Část dolního toku je vyhlášena za Národní park Nachal Alexander. Ten je význačný populací velkých lokálních želv. Během 2. poloviny 20. století ale byl tok postižen rostoucím znečištěním. Od roku 1995 začal program revitalizace toku, do kterého bylo investováno již 40 miliónů šekelů a na kterém se podílely státní i místní samosprávné úřady ale i Židovský národní fond. V roce 2003 získal projekt obnovy vodního toku mezinárodní ocenění Thiess International Riverprize.